# Regno di Tambapanni
Il Regno di Tambapanni, (o anche Regno di Thambapanni), fu il primo regno sinhala nell'antico Sri Lanka
Esistette tra il 543 a.C. e il 437 a.C. e fu fondato dal principe Vijaya di Sri Lanka.
Tambapanni è un nome che deriva da Tamira Varni o da Tamirabarani (sanscrito) e significa color rame o bronzo poiché in quei territori le mani e i piedi che toccavano il terreno si tingevano di rosso con la polvere.